# 傑格夫
傑格夫（發音：[tʃɛkv]，直译：「峡谷、海蝕隙」）是位于法罗群岛東島东北端的村庄，距離首府托爾斯港63（39英里）。
该村有一条200（660英尺）长的峡谷（海蝕隙），从村庄向北延伸至大海。